# Stomiopeltis juniperina
Stomiopeltis juniperina är en svampart som först beskrevs av Grove, och fick sitt nu gällande namn av K. Holm & L. Holm 1977. Stomiopeltis juniperina ingår i släktet Stomiopeltis och familjen Micropeltidaceae.  Arten är reproducerande i Sverige. Inga underarter finns listade i Catalogue of Life.